# Prandocin (województwo mazowieckie)
Prandocin – wieś sołecka w Polsce położona w województwie mazowieckim, w powiecie garwolińskim, w gminie Trojanów.
| SIMC    | Nazwa         | Rodzaj    |
| ------- | ------------- | --------- |
| 0692601 | Nowiny Życkie | część wsi |

W latach 1975–1998 miejscowość położona była w województwie siedleckim.
Wierni Kościoła rzymskokatolickiego należą do parafii św. Antoniego w Życzynie.